# Windows 1.0
Windows 1.0 je bil Microsoftov 16-bitni operacijski sistem z grafičnim uporabniškim vmesnikom. To je prva različica MS Windows.

## Zgodovina
Prva različica je bila pravzaprav označena 1.01. Različica 1.0 je izšla, vendar so jo takoj po izidu umaknili zaradi težav s tipkovnico.
Windows 1.02 je izšel maja 1986. Bil je prva internacionalna različica, ki je izšla v Evropi. Windows 1.03 je vseboval tudi gonilnike za evropske tipkovnice in dodatne gonilnike za zaslon in miško. Izšel je avgusta 1986. Windows 1.04 je izšel aprila 1987, ki je dodal VGA podporo.

### Namestitev
Windows 1.0 je bil na voljo samo na disketah. DOS je moral biti prednameščen. Enako je bilo do Windows 95, ki je bil tudi na voljo (vendar zelo redko) na disketah (vendar ni bilo več obvezno, da je DOS prednameščen). 

## Funkcije
Windows je imel omejeno število hkrati delujočih programov. Lupina je bila imenovana MS-DOS Executive. Windows 1.0 ni smel uporabiti prekrivanja oken, saj je bil Apple lastnik te funkcije. 
- Programi v Windows 1.0:
  - CALC.EXE
  - CALENDAR.EXE
  - CARDFILE.EXE
  - CLIPBRD.EXE
  - CLOCK.EXE
  - CONTROL.EXE
  - MSDOS.EXE
  - NOTEPAD.EXE
  - PAINT.EXE
  - REVERSI.EXE
  - TERMINAL.EXE
  - WRITE.EXE